# Daikaijū Monogatari: Miracle of the Zone
Daikaijū Monogatari: Miracle of the Zone (大貝獣物語: MIRACLE OF THE ZONE?) es un videojuego de cartas desarrollado por Birthday y publicado por Hudson Soft para Game Boy Color en marzo de 1998 en Japón. Es el cuarto juego de la saga Kaijū Monogatari.

## Otros Medios
- En 1998, Fue lanzada en manga Convocar Rey Multiplex (召喚王レクス - Shōkan-ō Rekusu), que publicado por Comic BomBom.

- Datos: Q10851566